# Vijesti
Vijesti (Nezavisni dnevnik Vijesti) es el nombre de un periódico europeo de Montenegro fundado entre los meses de noviembre y diciembre de 1996, aunque comenzó a funcionar a partir del año siguiente.
Principalmente es publicado y manejado por una entidad llamada Daily Press d.o.o.. Los propietarios son montenegrinos (59%), la compañía austríaca Styria Medien AG (25%) y en un fondo independiente de USA MDIF (16%), que ha recibido múltiples fondos de diversas fundaciones e inversores incluyendo la Open Society Foundations.
El 9 de mayo de 2019 la investigadora Olivera Lakić, reportera que cubría los casos de crimen y corrupción en Montenegro, fue baleada y herida durante un ataque.